# Таинственная самка
«Таи́нственная са́мка» — «трансперсональный» роман учёного-китаеведа, религиоведа Е. А. Торчинова, написанный в 2002 году. Автором определялся как «постмодернистский, содержащий элементы мистики, каббализма, фэнтези и детектива». Опубликован посмертно в 2013 году, и вызвал известный резонанс в среде коллег-китаистов. В 2016 году переиздан с комментариями в составе корпуса всего беллетристического наследия Е. Торчинова в альманахе «Архив российской китаистики».
Название романа отсылает к даосскому канону «Дао дэ цзин», в котором «сокровенной или таинственной самкой» наречено Дао — источник всего сущего и хранитель сути всех вещей. Основной сюжет связан с каббалистикой: Неразумные Светы, то есть деструктивные элементы мироздания, расценивают творение как зло, побеждают Саббатая Цви и устраивают его реинкарнацию в человеческом облике, что должно привести к завершению существования всей Вселенной. В борьбу надмировых сил оказывается вовлечённым научный сотрудник вымышленного Института трансперсональной психологии (аллюзия на Институт восточных рукописей РАН) Константин Ризин — альтер эго автора. В его романной биографии много отсылок к событийной и духовной биографии самого Торчинова. Детективное действие разворачивается в бытовых реалиях академического учреждения, сотрудники которого — реально существующие петербургские востоковеды.

## Сюжет
Название романа отсылает к чжану 6 канона «Дао дэ цзин», который в переводе самого автора вынесен в эпиграф: «Ложбинный дух бессмертен. Называют Сокровенной Самкою его. // Врата той Самки Сокровенной — корень бытия, из коего родятся Небо и Земля». Эпиграф, помещённый сразу под названием романа, указывает на некоего женского персонажа и развёртывании действа в двух мирах — реальном и мистическом. Основная философская концепция романа реализуется в форме борьбы антагонистических сил — Творящих и Нетворящих Светов, то есть драконов/драконоидов. Всё сущее было создано Творящими Светами, а Нетворящие Светы хотят всё это погубить, чтобы вернуть к Абсолютному Свету. Правда обеих сторон окончательная и бесповоротная. Таинственная Самка по логике повествования должна возглавить битву против Дракона, и в центре противостояния оказывается лирический герой, которому предстоит понять себя самого.
Главных персонажей три: протагонист (Константин Ризин), антагонист (Андрей Королёв, он же Дракон) и Таинственная самка, образ которой в буквальном смысле остаётся таинственным. Например, несмотря на все пояснения автора, остаётся непонятным, является ли она лишь образом траснсперсональных видений Ризина или его Мистической невестой. В явном слое романа протагонист обладает только человеческой природой, Таинственная самка — только мистической, а антагонист — обеими. Однако ясно выражено и то, что антагонист пренебрегает Таинственной самкой в силу её тварной природы, и эта её двойственность специально оговаривается: она и нетварная предвечная София, Премудрость Божия, и тварная падшая София, Таинственная незнакомка, проститутка. Отношения главного героя с Таинственной самкой так и остаются тайной, не проясняются онтологический статус и миссия протагониста, в сюжете происходит логический сбой, не происходит ни воплощения Самки, ни иерогамии. Главный герой оказывается безвольным орудием в детективном похищении психотропного вещества антагонистом и пассивным свидетелем его слабо мотивированного самоубийства в конце повествования.

## История создания и публикации
Евгений Алексеевич Торчинов получил известность как академический и университетский учёный, чья сфера научных интересов сосредотачивалась на китайских религиях. В одном из интервью января 2003 года, Е. А. Торчинов объявил о написании художественного текста в двух частях, первая из которых именовалась «Таинственная самка». По мнению Е. Кия, Торчинов пытался создать «академический роман», в котором попытка описания глубинного субъективного опыта неотделима от сферы научно-академической деятельности. В состав романа вошёл объёмный фрагмент, описывающий переживания автора в предновогодний вечер 1987 года, когда он почувствовал «то, что буддисты называют пустотой, шуньятой, которая скорее открытость, чем опустошённость, лишённость, недостаточность». Он также почти дословно был использован в докладе о смене интерпретаций махдьямаки, прочитанном 15 ноября 2002 года. Роман самим автором датирован маем — августом того же года.
По сообщению Е. Кия (научного душеприказчика автора), роман писался сразу на компьютере и не имеет бумажного автографа. Когда стало известно о существовании художественных текстов Е. Торчинова, возникла идея их издания. В 2013 году «Таинственная самка» была опубликована тиражом 2000 экземпляров в рамках федеральной целевой программы «Культура России». В 2016 году в альманахе «Архив российской китаистики» (том четвёртый) были опубликованы все художественные тексты Е. Торчинова: полностью законченные романы «Таинственная самка: Трасперсональный роман» и «Апостолы дракона: Алхимический роман». В публикацию вошёл и незаконченный роман (о котором автор никому не сообщал) «Китайская рапсодия: Роман странствий и инициаций».

## Литературные особенности
Объём «Таинственной самки» невелик, «что делает его причисление к роману несколько условным». Издатель текста Ю. С. Довженко, характеризуя Торчинова — писателя, отмечал, что роман в сугубо ремесленном отношении «сыроват». Его автор только нащупывал собственный стиль, язык романа, скорее, научный («иногда кажется, что востоковед Торчинов вообще забывает, что пишет не научную монографию, а мистический детектив»). Неудачными названы диалоги — «искусственные и неоправданно растянутые». Однако за этими недостатками предстают черты «настоящего» писателя: умение выстроить незаезженный сюжет, запоминающиеся характеры героев, грамотно развиваемая интрига. Жанр романа Ю. Довженко предложил именовать «академическим экшном», и вынес это определение как заглавие предисловия к первому изданию.

Вспомним, какая пропасть отделяет вполне посредственного булгаковского «Великого канцлера» от бессмертного шедевра «Мастер и Маргарита»! Но этого-то времени — на то, чтобы создать подлинный шедевр…, судьба Евгению Алексеевичу и не отвела…
По определению А. Кобзева, роман написан в жёсткой рамке венка сонетов. В конце пролога приведён сонет-матрица, далее следуют одиннадцать глав, каждая из которых сопровождается интерлюдией. Эпилог заканчивается сонетом, начинающимся последней строкой матричного сонета и заканчивающимся его же первой строкой — «поэтический уроборос».

Исходя из этого, легко подсчитать, что, помимо Пролога и Эпилога, должны присутствовать 13 частей, каждая из которых заканчивается сонетом с начальной и конечной строкой по «цепочке» из сонета-матрицы. Однако столь жесткий ритм неожиданно сбивается, и, вместо 13 частей с 13 сонетами в конце, имеются лишь 11 частей с 13 сонетами, поскольку в главах 9-й и 11-й (последней) сонеты сдвоены. Таким образом, роману не хватает двух глав и трех интерлюдий (в последней главе, единственной из всех, интерлюдии нет).
Нет объяснений причин нарушения автором строгой формы в самом кульминационном месте романа. В интерлюдии 9-й главы Константин Ризин переживает первую трансперсональную встречу с Таинственной незнакомкой во время сеанса приема психотропного средства в клинике «Асклепий». В конце сеанса она «отнимает веер от лица» и он видит её воочию, но кто она — читателю остаётся не раскрытым. Все дальнейшие встречи с Самкой остаются в плане трансперсональных видений, где герой — только наблюдатель или пассивная жертва антагониста. При этом в романе чрезвычайно важна тема воплощённости, и прямо указано, что антагонист для реализации своего плана должен быть воплощённым («Плотию плоть поправ»). А. И. Кобзев полагает, что момент встречи с Самкой для Ризина дополнительно маркирован сюжетом: герой вынужден заночевать в клинике, получив легитимную возможность провести ночь вне дома, где есть «удобная двуспальная кровать» и претендентка на роль Мистической невесты (лаборантка клиники). Автор — специалист по даосизму, в том числе эротологическим практикам, проигнорировал данную сюжетную возможность: его герой засыпает безгрешным сном без сновидений. «…Для автора данный текст… почти автобиографическое повествование или даже беллетризированная исповедь. Поэтому сон героя в клинике „Асклепий“ — авторское распутье, где пришлось сделать выбор между художественным эффектом и правдой жизни».

## Персонажи
Действие в романе разворачивается на персональном (бытовом, реалистическом) и трансперсональном (символическом) уровнях. На персональном плане персонажи портретно узнаваемые — это научные сотрудники Ленинграда-Петербурга, на трансперсональном — Предвечные сущности, Светы: Творящие Светы, породившие миры, и Нетворящие Светы, изначально не желавшие участвовать в творении и считавшие творение злом. Эти Нетворящие Светы существуют в виде Драконов (Драконоидов), желают погубить творение и вернуться к изначальной нерасколотости Света-Абсолюта.
В романе действуют реальные лица — московские и петербургские востоковеды, в том числе «Унылый гений умонепостижимых схем» Семён Владимирович Карпов — китаевед-философ Владимир Семёнович Спирин (1929—2002); а также «лихая покровительница молодых талантов» Тамара Павловна Максимова — Татьяна Петровна Григорьева и москвич из головного института, «энергичный и пробивной» Алексей Мартов — Алексей Александрович Маслов, китаист-даолог. Имена и фамилии востоковедов образованы по смысловой либо фонетической ассоциации. Предельная откровенность в намёках и описаниях, вероятно, означает ориентированность текста на коллег-востоковедов. Для главного героя и его антагониста этот принцип не применяется. Главный герой — 37-летний Константин Ризин, аттестован как «много занимавшийся Китаем, для которого… очень важна нумерология и классификационизм». Этимология его фамилии, вероятно, восходит к слову «риза», что отсылает в юнгианской терминологии к возможности без смертельного риска входить в зону действия нуминозных, трансперсональных, или архетипических, сил. Имя Константин отсылает к стойкости героя, но также подчёркивает его статус на стороне Творящих Светов. Ризин работает в институте СПбО ИТП РАН, название которого может быть прочитано: «Спаси Бог и т. п.».
Его антагонист Андрей Королёв сконструирован ещё более сложным образом. В его персоне вновь зашифрован А. А. Маслов, который, таким образом, раздваивается. На это намекает отчество — Александрович, личность его матери Моргенштерн («Утренняя звезда» и название боевого оружия) «не славянских кровей». Имя матери Королёва — Клара — отсылает как к роману «Хранитель Мечей. Одиночество мага» Перумова, так и имени матери Саббатая Цви, объединившего в себе обе природы Творящих и Нетворящих Светов. При первом знакомстве Ризина и Королёва, последний начинает разговор именно о Саббатае Цви. Именно в биографии Королёва отзывается личный опыт автора — год рождения, окончание университета (но Московского, а не Ленинградского), защита диссертации. Фамилия героя намекает на то, что он Король тьмы внешней, глава Нетворящих Светов, Драконоидов. Здесь вновь возникает отсылка на А. А. Маслова (оппонентом которого на защите диссертации был Е. А. Торчинов), поскольку две его монографии содержат в заглавии слово «дракон», а также указан его год рождения. Авторское «Я», таким образом, двоится.
Главный герой занимает в повествовании пассивную роль, по тексту романа реальное противодействие Дракону оказывает не протагонист, а сотрудник ФСБ, астролог и геомант Анатолий Ерошин. Это вновь демонстрирует, что Ризин — только риза, оболочка.

## Издания
- Торчинов Е. А. Таинственная самка : трансперсональный роман. — СПб. : Гуманитарная академия (ГА), 2013. — 286 с. — ISBN 978-5-93762-082-8.
- Торчинов Е. А. Таинственная самка (трансперсональный роман) (2002 г.) // Архив российской китаистики / Сост. А. И. Кобзев; отв. ред. С. Д. Дмитриев. — М. : Институт востоковедения РАН, 2016. — Т. IV. — С. 573—689. — 832 с. — ISBN 978-5-89282-700-3.